# Liste der Bodendenkmäler in Vilseck
Auf dieser Seite sind die Bodendenkmäler in der Oberpfälzer Stadt Vilseck zusammengestellt. Diese Tabelle ist eine Teilliste der Liste der Bodendenkmäler in Bayern. Grundlage ist die Bayerische Denkmalliste, die auf Basis des Bayerischen Denkmalschutzgesetzes vom 1. Oktober 1973 erstmals erstellt wurde und seither durch das Bayerische Landesamt für Denkmalpflege geführt wird. Die folgenden Angaben ersetzen nicht die rechtsverbindliche Auskunft der Denkmalschutzbehörde.

## Bodendenkmäler in Vilseck
| Lage                  | Objekt | Akten-Nr.     | Bild |
| --------------------- | --- | ------------- | ---- |
| Vilseck (Standort)    | Mittelalterlicher Burgstall. | D-3-6336-0007 |      |
| Vilseck (Standort)    | Archäologische Befunde des Mittelalters und der frühen Neuzeit im Bereich der Burg bzw. des Schlosses Dagestein.                                                                               | D-3-6336-0008 |      |
| Vilseck (Standort)    | Endpaläolithische Freilandstation. | D-3-6336-0010 |      |
| Vilseck (Standort)    | Untertägige Befunde der abgegangenen Kirche St. Wolfgang (1923/24–1951) in der Wüstung Langenbruck.                                                                                            | D-3-6336-0013 |      |
| Vilseck (Standort)    | Archäologische Befunde und Funde des Mittelalters und der frühen Neuzeit im historischen Stadtkern von Vilseck.                                                                                | D-3-6336-0015 |      |
| Vilseck (Standort)    | Untertägige frühneuzeitliche Befunde in der Wüstung Kittenberg. | D-3-6336-0037 |      |
| Vilseck (Standort)    | Untertägige mittelalterliche und frühneuzeitliche Befunde in der Wüstung Grünwald. | D-3-6336-0038 |      |
| Grafenwöhr (Standort) | Untertägige mittelalterliche und frühneuzeitliche Befunde in der Wüstung Langenbruck. | D-3-6336-0039 |      |
| Vilseck (Standort)    | Untertägige mittelalterliche und frühneuzeitliche Befunde in der Wüstung Altneuhaus, darunter die Spuren eines Eisenhammers mit zugehörigem Schloss.                                           | D-3-6336-0040 |      |
| Vilseck (Standort)    | Untertägige frühneuzeitliche Befunde in der Wüstung Birnhof. | D-3-6336-0056 |      |
| Vilseck (Standort)    | Untertägige Befunde des spätmittelalterlichen und frühneuzeitlichen Eisenhammers in der Wüstung Langenbruck mit zugehörigem Hammerschloss.                                                     | D-3-6336-0058 |      |
| Vilseck (Standort)    | Frühneuzeitliche Wüstung Klausen. | D-3-6336-0061 |      |
| Vilseck (Standort)    | Archäologische Befunde des Mittelalters und der frühen Neuzeit im Bereich der katholischen Pfarrkirche St. Georg in Schlicht, darunter die Spuren von Vorgängerbauten bzw. älterer Bauphasen.  | D-3-6336-0074 |      |
| Vilseck (Standort)    | Archäologische Befunde des Mittelalters und der frühen Neuzeit im Bereich des sogenannten Schlössls in Axtheid.                                                                                | D-3-6336-0077 |      |
| Vilseck (Standort)    | Archäologische Befunde des Mittelalters und der frühen Neuzeit im Bereich der katholischen Pfarrkirche St. Ägidius in Vilseck, darunter die Spuren von Vorgängerbauten bzw. älterer Bauphasen. | D-3-6336-0080 |      |
| Vilseck (Standort)    | Archäologische Befunde der mittelalterlichen und frühneuzeitlichen Stadtbefestigung von Vilseck.                                                                                               | D-3-6336-0081 |      |
| Vilseck (Standort)    | Archäologische Befunde der frühen Neuzeit im Bereich der katholischen Nebenkirche St. Leonhard und Maria Hilf in Vilseck.                                                                      | D-3-6336-0082 |      |
| Vilseck (Standort)    | Archäologische Befunde im Bereich des ehemaligen Hammerschlosses von Heringnohe, spätmittelalterlicher und frühneuzeitlicher Eisenhammer.                                                      | D-3-6336-0083 |      |
| Vilseck (Standort)    | Untertägige Befunde des abgegangenen Schlosses von Gressenwöhr, zuvor mittelalterliche Burg.                                                                                                   | D-3-6336-0084 |      |
| Vilseck (Standort)    | Endpaläolithische Freilandstation. | D-3-6336-0099 |      |
| Vilseck (Standort)    | Untertägige Befunde der abgegangenen spätmittelalterlichen und frühneuzeitlichen Spitalkirche in Vilseck.                                                                                      | D-3-6336-0100 |      |
| Vilseck (Standort)    | Wüstung Neuhammer. | D-3-6337-0034 |      |
| Vilseck (Standort)    | Vorgeschichtlicher Bestattungsplatz mit mindestens sechs Grabhügeln. | D-3-6436-0010 |      |
| Vilseck (Standort)    | Vorgeschichtlicher Bestattungsplatz mit mindestens einem verebneten Grabhügel. | D-3-6436-0011 |      |
| Edelsfeld (Standort)  | Hallstattzeitlicher Bestattungsplatz mit mehreren Grabhügeln. | D-3-6436-0075 |      |
| Vilseck (Standort)    | Bestattungsplatz der Bronze- und Hallstattzeit mit teils verebneten Grabhügeln. | D-3-6436-0076 |      |
| Vilseck (Standort)    | Mesolithische Freilandstation. | D-3-6436-0096 |      |
| Vilseck (Standort)    | Endpaläolithische Freilandstation, spätlatènezeitliche Siedlung. | D-3-6436-0114 |      |
| Vilseck (Standort)    | Archäologische Befunde im Bereich des spätmittelalterlichen und frühneuzeitlichen Eisenhammers Bruck mit abgegangenem Hammerschloss.                                                           | D-3-6436-0117 |      |
| Vilseck (Standort)    | Bronzezeitlicher Bestattungsplatz mit mindestens zwei Grabhügeln. | D-3-6436-0202 |      |
| Vilseck (Standort)    | Hallstattzeitlicher Bestattungsplatz mit mindestens einem Grabhügel. | D-3-6436-0203 |      |
| Vilseck (Standort)    | Vorgeschichtlicher Bestattungsplatz mit mindestens drei Grabhügeln. | D-3-6436-0204 |      |
| Vilseck (Standort)    | Vorgeschichtlicher Bestattungsplatz mit mindestens einem Grabhügel. | D-3-6436-0205 |      |
| Vilseck (Standort)    | Vorgeschichtlicher Bestattungsplatz mit mindestens einem Grabhügel. | D-3-6437-0004 |      |
| Vilseck (Standort)    | Vorgeschichtlicher Bestattungsplatz mit mindestens einem Grabhügel. | D-3-6437-0005 |      |
| Vilseck (Standort)    | Vorgeschichtlicher Bestattungsplatz mit mindestens drei Grabhügeln. | D-3-6437-0006 |      |